# Neurulacja

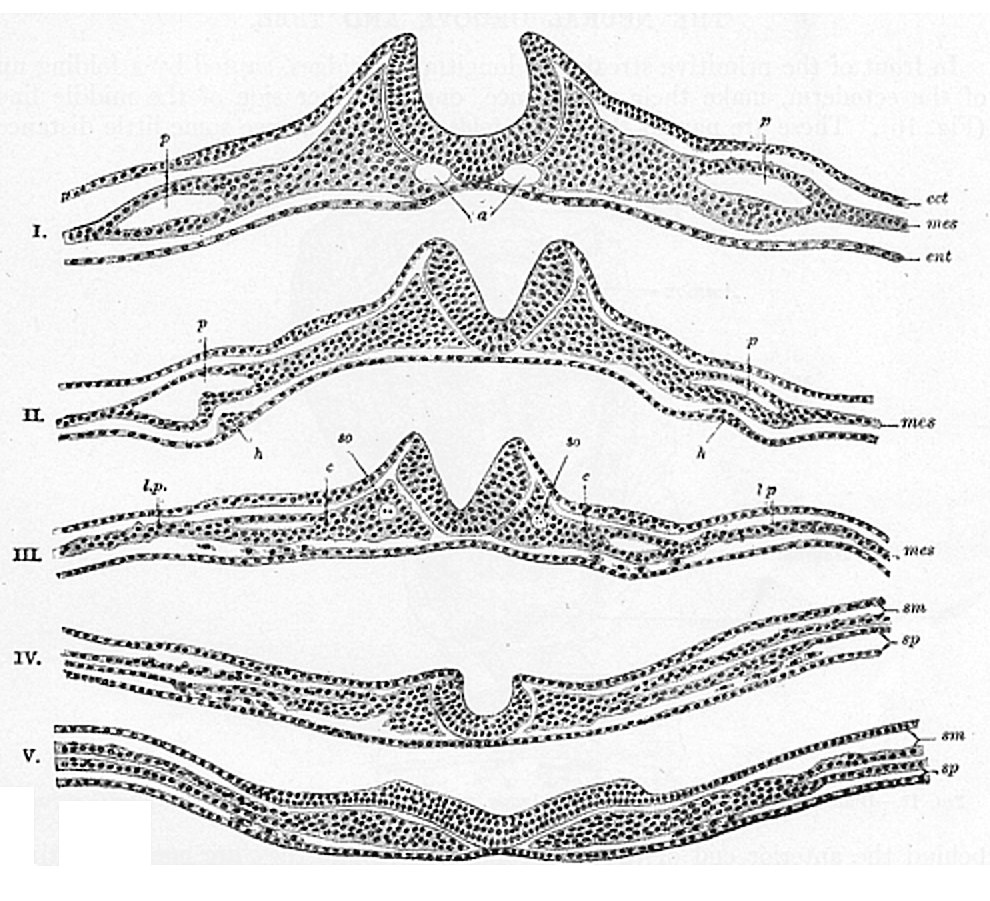
Proces tworzenia się rynienki nerwowej z płytki nerwowej

Neurulacja – proces mający miejsce podczas rozwoju embrionalnego (zarodkowego) kręgowców, zachodzący w stadium neuruli i polegający na wytworzeniu cewy nerwowej. Występuje po gastrulacji.
Wyróżnia się dwa typy neurulacji: pierwotną i wtórną. Neurulacja pierwotna rozpoczyna się od utworzenia z części ektodermy płytki nerwowej, który to proces indukują struna grzbietowa i organizator neurogenezy (u ssaków i ptaków węzeł Hansena). Potem następuje zmiana kształtu komórek płyty nerwowej (modulacja). Wydłużając się i zwężając formują parę fałdów nerwowych, pomiędzy którymi tworzy się rynienka nerwowa. Następnie para fałdów łączy się zamykając rynienkę i tworząc w ten sposób cewę nerwową. Ponadto brzegi płyty nerwowej stykając się tworzą grzebień nerwowy. Proces kończy się zamknięciem przedniego i tylnego otworu nerwowego na końcach cewy. W neurulacji wtórnej neuroektoderma wraz z niektórymi komórkami entodermy tworzy pasmo rdzeniowe (łac. chorda medullare), które następnie ulega zgęstnieniu i podziałowi, formując szereg jam. Cewa nerwowa powstaje przez łączenie się tychże jam we wspólny neurocel.
U ryb cewa nerwowa formuje się na drodze neurulacji wtórnej. U płazów i gadów cała cewa tworzy się przez neurulację pierwotną, a zamknięcie rynienki nerwowej następuje jednocześnie na całej jej długości. U ptaków i ssaków występują oba typy neuralcji. Na drodze neurulacji pierwotnej tworzy się przednia i środkowa część cewy, z której formuje się mózgowie i przednia część kręgosłupa. U ssaków zamykanie rynienki zaczyna się w środkowej jej części i stamtąd kontynuowane jest ku obu końcom, podczas gdy u ptaków zamykanie zaczyna się w jej części przedniej i kontynuowane jest ku tyłowi. Na drodze neurulacji wtórnej powstaje tylna część odcinka krzyżowego oraz odcinek ogonowy cewy nerwowej. Ostatecznie odcinki powstałe na drodze obu typów neuralcji łączą się w jedną cewę
Czas embriogenezy, w którym rozpoczyna się i kończy neurulacja różni się pomiędzy gatunkami, a ponadto u gatunków jajorodnych duży wpływ ma tu temperatura inkubacji. U człowieka neurulacja pierwotna zachodzi w trzecim i czwartym tygodniu ciąży, a neurulacja wtórna w piątym i szóstym tygodniu.